# El Paujil
El Paujil es un municipio que está ubicado al occidente del Caquetá y al nororiente en relación con Florencia,  al sur de Colombia. Es conocido por tener la iglesia más linda del Caquetá bajo el nombre de Nuestra Señora de las Mercedes.
Su área de extensión es de 1 338,12 km². Con una altura sobre el nivel del mar de 470 metros. Su temperatura promedio es de 26 °C. Sus límites son: al norte con el departamento del Huila y el municipio de El Doncello, al sur con los municipios de La Montañita y Cartagena del Chairá, al oriente con el municipio de El Doncello, y al occidente con el municipio de La Montañita.
El Paujil cuenta con 19290 habitantes; 9 778 de los cuales se encuentran en la zona rural. Su población en su gran mayoría corresponde a colonos, o descendientes de colonos, venidos sobre todo del Huila, del Tolima y, en un pequeño porcentaje, de otros departamentos. 
El primer año que se celebró misa en este Municipio fue en 1957, pero tan solo hasta 1959 fue creada la Parroquia bajo el nombre de Nuestra Señora de las Mercedes por los Misioneros de la Consolata, siendo el primer Párroco el Padre Iván Callone. En 1985 fue declarado Santuario Mariano Diocesano nombrándose como patrona a La Virgen de las Mercedes.

## Identificación del municipio
- Nombre del municipio: El Paujil
- Código Dane: 18256

-Un escudo de contorno azul con tres picos que recuerdan los tres asentamientos humanos más importantes del municipio, evocan la corona de la reina de las festividades del bambuco.
-El escudo en su parte interna se encuentra dispuesto en pila terciado (dividido en tres partes) En la parte superior izquierda sobre un fondo blanco, la imagen de la característica arquitectura de la Parroquia de Nuestra Señora de las Mercedes. En la parte superior izquierda sobre un fondo verde la cabeza de un vacuno con el gallardete tricolor del campeón de campeones de las tradicionales ferias y a la vez simboliza nuestra riqueza ganadera como uno de los más importantes renglones económicos. En el tercio inferior una máquina excavadora sobre fondo negro que simboliza la riqueza de la mina de “Pavas” la mina de asfalto natural más grande de Colombia.
-En la parte superior la imagen del Paujil, nuestra ave emblemática en posición contornada mirando hacia el sol poniente de color Naranja otoño que evoca la esperanza.
-Como divisa en la parte inferior lleva la bandera de nuestro municipio con sus colores característicos Blanco, rojo y azul.
-Como ornamentos externos laterales lleva sendas flores de heliconia que representan la riqueza de nuestra flora amazónica.

## División Político-Administrativa
Además de su Cabecera municipal. El Paujil tiene bajo su jurisdicción los siguientes Centros poblados:
- Bolivia

- Versalles

## Símbolos

### Bandera
La Bandera de El Paujil se compone de tres colores ( Blanco, Azul y Rojo), el color blanco la paz que siempre anhelamos, el azul significa el cielo que cubre el municipio y las aguas que lo bañan, el color rojo significa la sangre que derramaron nuestros primeros colonizadores.

### Himno
Autor: María Librada Vanegas
| Coro Es Paujil nuestra tierra de ensueños Donde hay paz, alegría y amor Donde encuentra abrigo el que llega Y de su gente recibe calor. El progreso es nuestro lema Ser paujileño gran honor, Siempre en alto llevaremos Tu bandera y tu nombre con valor. |  | I Entre selvas tu naciste Al sonar los golpes de hacha De colonos en busca de hogar Bajo el cielo azul de mi patria. II Son tus minas y el agro nuestro orgullo Que te han hecho crecer con dignidad Porque has sido y serás por todo el tiempo un gran pueblo, con sed de libertad. Coro |  | III Unamos todos nuestras manos, Como lazos de amistad entre los pueblos, Agradeciendo siempre al creador, Por las bellezas de tus aguas y tu suelo. IV Serviremos con gusto a la gente, Gran ejemplo tenemos de ti, Portaremos lo elegante del ave, Del que lleva tu nombre Paujil. Coro |  |  |

## Otros símbolos
Ave El Paujil: ave montaraz, de color negro, pico rojo y cresta roja, patas amarillas y de regular tamaño.

## Toponimia

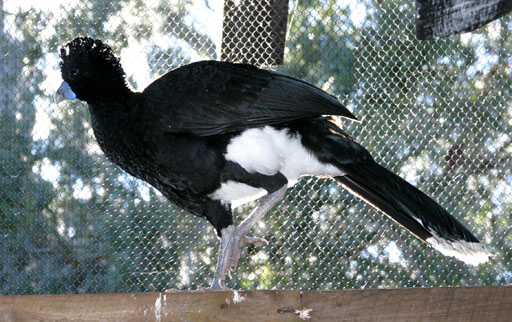
Paujil

El origen del nombre “El Paujil” proviene de una ave montaraz que abundaba en el Caquetá principalmente en la zona donde se asienta el pueblo que hoy lleva su nombre.

## Historia
Fecha de fundación: 24 de noviembre de 1955
Nombre del/los fundador (es): Leoncio Narváez, Servando Zambrano, Silvestre Corrales, Pablo Calderón, Francisco Rosas, Lisímaco y José Salazar y Juan Vicente Aguirre
Esta región, intermedia entre los municipios de la Montañita y El Doncello Caquetá comenzó a poblarse en forma rápida desde 1948, aunque su crecimiento más acelerado fue a partir de 1954, debido al avance del trazado de la vía de colonización que llegó a este sitio permitiendo el avance a otros municipios como Cartagena del Chairá
La idea de hacer una fundación surgió como consecuencia de la creación de El Doncello y de su pujante desarrollo. Igualmente, se buscaba canalizar el mercado de un importante grupo de colonos que empezaban a diseminarse por el norte de la Hacienda Larandia, y sin duda, se buscaba también capitalizar la ventaja de ser ellos, ahora el punto intermedio de la trocha entre Montañita y El Doncello.

## Geografía
El municipio de El Paujil está localizado al norte del Caquetá y al sureste y noreste en relación con Florencia, hace parte de los ramales de la cordillera Oriental y el resto comprende los paisajes de piedemonte y lomeríos, comenzando en su cabecera municipal. La altitud promedio sobre el nivel del mar es de 470 metros, temperatura promedio de 26 °C. Su cabecera municipal está ubicada a 1°35´de latitud norte y 75°20´de longitud oeste del meridiano de Greenwich.

### Límites del municipio
Norte: con el departamento del Huila y el municipio de El Doncello.
Este: con el municipio de El Doncello.
Sur: con los municipios de la Montañita y Cargatena del Chairá.
Occidente: Municipio de la Montañita
Extensión total: el área total del municipio de es de 1.338,12 km²
Extensión área urbana: 11 km²
Extensión área rural: 1327 km²
Altitud de la cabecera municipal (metros sobre el nivel del mar): 470 m s. n. m.
Temperatura media: 26 °C
Distancia de referencia: 50 km aprox. a Florencia 

## Ecología
Cultivo de heliconias: las heliconias son plantas monocotiledóneas, con un crecimiento rizomatoso que emite brotes, o vástagos. Cada uno de estos está compuesto por un tallo, técnicamente llamado pseudo tallo; las hojas están compuestas por un pecíolo que es el sostén entre la hoja y el tallo y una lámina, colocadas en posición dística (en forma de disco).

## Economía
Su principal fuente de economía es la agricultura y la ganadería. La minería es otra riqueza que posee este municipio, tiene las minas de asfalto, carbón de piedra.
La economía en el municipio de El Paujil Caquetá, no está fundamentada en el desarrollo empresarial,  sino en el desarrollo de actividades comerciales y  de servicios que son dinamizadas por las actividades agropecuarias,   por la transformación de algunos productos del mismo origen y principalmente en la ganadería, actividad con mayor tradición y estabilidad en el municipio.
Su desarrollo ha estado sustentado en la implementación de un modelo depredador, en términos ambientales, pero sostenible en términos económicos, por lo que ha perdurado y se ha expandido a lo largo de los años.
El sistema de producción extensivo de la ganadería ha conducido al establecimiento de amplias áreas que se dedican a  la producción de forraje. Actualmente el mercado de la lechería, en su mayoría está focalizado por las microempresas de lácteos que operan en el municipio (Lácteos Humaría, Distri lácteos Santa Rosa, Industria de Lácteos La Maporita); quienes a su vez realizan el proceso de transformación y comercialización de productos derivados de este insumo, a nivel municipal, departamental y otras regiones del país; para lo cual emplean la mano de obra de algunas personas en situación de desplazamiento. Igualmente, dos de estas importantes microempresas, actualmente participan en el programa de Generación de Ingresos y empleabilidad liderado por el Departamento Administrativo de Prosperidad Social -DPS-. La Agricultura, aunque es de tipo tradicional,  ocupa el segundo lugar en la economía del municipio, de alto significado familiar ya que se convierte en la principal fuente de abastecimiento de la canasta familiar, principalmente de los pequeños productores del sector de la cordillera.
La baja productividad está asociada a la escasa fertilidad de los suelos, a la debilidad en la infraestructura, a la poca tecnificación del campo y al predominio de una cultura ganadera en el campesino; los cultivos que predominan en la región son el Cacao, Café Arábigo, Caña Panela, Caucho, Chontaduro, Plátano y Yuca; los cultivos se encuentran dispersos por todo el municipio en forma tradicional y la mayor parte de la producción se destina para el autoconsumo de las familias campesinas y alimentación animal.
Otro de los factores que influyen en la economía del municipio aunque en un mínimo grado es la Porcicultura, que en la actualidad no es considerada como una actividad agropecuaria relevante desde el punto de vista de la economía local, no obstante aporta a la seguridad alimentaria y la generación de excedentes a las familias campesinas, lo mismo refleja la Piscicultura, pequeños productores que se ven limitados en el proceso de comercialización, debido a la inexistencia de infraestructura adecuada para el manejo, conservación y transporte del pescado, ocasionando que su mercado se limite a la venta en fincas de las zonas rurales y en las plazas de mercado y supermercados del municipio.

## Vías de comunicación
Terrestres:
el Municipio de El Paujil dista de Florencia 42 km, se llega por vía pavimentada en un recorrido de (1) una hora, está ubicado a 470 m s. n. m.